# Skattskär (Sottunga, Åland)
Skattskär med Norra Stenskär är en ö i Åland (Finland). Den ligger i Skärgårdshavet och i kommunen Sottunga i landskapet Åland, i den sydvästra delen av landet. Ön ligger omkring 47 kilometer öster om Mariehamn och omkring 230 kilometer väster om Helsingfors.
Öns area är 17 hektar och dess största längd är 1,1 kilometer i sydväst-nordöstlig riktning. Ön höjer sig omkring 10 meter över havsytan.

## Delöar och uddar
- Skattskär 60°02′01″N 20°46′39″Ö / 60.03358°N 20.77751°Ö
- Norra Stenskär 60°02′08″N 20°46′58″Ö / 60.03554°N 20.78279°Ö